# Eugénie Grandet (film din 1960)
Eugénie Grandet (în rusă Евгения Гранде, transliterat: Evgheniia Grande) este un film sovietic din 1960, inspirat din romanul Eugénie Grandet al lui Balzac.

## Rezumat
Povestea are loc într-o provincie franceză în perioada Monarhiei din Iulie. Părintele Grandet, avar și despot casnic, a strâns o mare avere în timpul vieții și nu cheltuiește nimic, iar apropiații săi, cu excepția bancherului și a avocatului, nu cunosc care este averea lui. Soția lui, supusă și slabă, nu îndrăznește să i se împotrivească. Fiica lor, drăguța Eugénie, întâlnește un văr din Paris, Charles, de care se îndrăgostește, iar sentimentele ei sunt împărtășite. Cu toate acestea, Charles trebuie să plece în străinătate. Eugénie promite că îl va aștepta.
Anii trec. Mama lui Eugénie moare, iar apoi și Félix Grandet. Eugénie devine așadar o moștenitoare bogată. Într-o zi, află că Charles s-a întors în Franța, dar se pregătește să se căsătorească cu altă femeie.

## Distribuție
- Semion Mejinski — Félix Grandet
- Evdokia Turceaninova — dna Grandet
- Ariadna Șenghelaia — Eugénie Grandet
- Mihail Kozakov — Charles Grandet
- Aleksandr Gruzinski — notarul Cruchot
- Evgheni Velihov — domnul de Bonfons
- Vladimir Vladislavski — abatele
- Viktor Hohriakov — domnul des Grassins
- Irina Likso — doamna des Grassins
- Nikita Podgornîi — Adolphe des Grassins
- Tatiana Pankova — Nanette, dădaca
- Vladimir Vill — Cornouailler
- Piotr Starkovski — doctorul
- Evgheni Morgunov — dogarul

## Fișă tehnică
- Anul: 1960
- Scenariul și producția: Sergey Alexeyev
- Operatori șefi Viktor Dombrovski, Arthur Berger
- Compozitor: Vladimir Yurovsky
- Sunet: Veniamine Kirchenbaum
- Montaj: M. Timofeïeva
- Editori: V. Karen, A. Donatov
- Costume: T. Antonova
- Machiaj: A. Doubrova
- Asistent regizor: O. Herz
- Dirijor: Grigori Gambourg
- Director de fotografie: I. Kharitonov
- Producție: Mosfilm (URSS)
- Durata: 101 min

## Producție
Rolul titular a fost interpretat de tânăra actriță Ariadna Șenghelaia, care devenise cunoscută anterior pentru interpretarea sa din filmul muzical Evgheni Oneghin (1959).

## Lansare
A fost lansat în anul 1960 și a avut parte de un mare succes comercial, fiind vizionat de 14,3 milioane de spectatori în cinematografele din Uniunea Sovietică.